# National Domestic Workers Day
National Domestic Workers Day är en temadag, då hushållsarbetares arbetsförhållanden uppmärksammas. När dagen uppmärksammas varierar beroende på land, och i vissa länder uppmärksammas inte dagen alls.

## Efter land
I Filippinerna är dagen 30 april, och uppmärksammas sedan 2006 efter presidentbeslut i juli 2005..
I Indonesien instiftades dagen 2001. och uppmärksammas den 15 februari.
I Storbritannien hålls dagen 16 juni.
I Sydafrika finns planer på att göra 26 juli till en sådan dag..
I Uruguay infaller dagen den 19 augusti, och uppmärksammas sedan 2009..
I USA infaller dagen den 30 mars..
30 mars är också ett vanligt datum i många länder i Latinamerika..

### Fotnoter
1. ↑  ”National Domestic Workers Day: Proclamation No. 1051” (på engelska). International Labour Organization. 7 mars 2005. http://www.ilo.org/manila/whatwedo/publications/WCMS_125300/lang--en/index.htm. Läst 18 september 2012.
2. ↑  ”Hembiträden uppmärksammas”. Arbetaren. 17 februari 2010. Arkiverad från originalet den 6 maj 2011. https://web.archive.org/web/20110506202619/http://www.arbetaren.se/articles/xx20100217-2. Läst 18 september 2012.
3. ↑  ”Indonesia: Protect Child Domestic Workers” (på engelska). Human Rights Watch. 11 februari 2009. http://www.hrw.org/news/2009/02/10/indonesia-protect-child-domestic-workers. Läst 18 september 2012.
4. ↑  ”SA National Domestic Workers' Day [COSATU Press”] (på engelska). International Federation of Worker's Education Associations. 17 februari 2010. http://www.ifwea.org/?x103997=285218. Läst 18 september 2012.
5. ↑  ”National Domestic Workers' Day” (på engelska). Rel-Uita. 19 augusti 2009. Arkiverad från originalet den 27 oktober 2020. https://web.archive.org/web/20201027204934/http://www6.rel-uita.org/sindicatos/con_crisitna_otero-eng.htm. Läst 18 september 2012.
6. ↑  ”On Domestic Workers’ Day, A Call to Action” (på engelska). MS Magazine. 30 mars 2011. http://msmagazine.com/blog/blog/2011/03/30/on-domestic-workers-day-a-call-to-action/. Läst 18 september 2012.
7. ↑  ”Achieving Decent Work for Domestic Workers” (på engelska). International Labour Organization. 7 mars 2011. http://www.ilo.org/wcmsp5/groups/public/---ed_dialogue/---actrav/documents/publication/wcms_181344.pdf. Läst 18 september 2012.